# Монблан (Тарагона)
Монблан (на испански: Montblanch; на каталонски: Montblanc) е град в Североизточна Испания. Разположен е в провинция Тарагона на автономната област Каталония.

## История
Селището е основано през 1163 г. от първия крал на Каталония и Арагон Алфонс I. През XIII в. то се разраства като вече включва и еврейски квартал близо до църквата Сан Мигел, а през XIV в. придобива важно значение и в него се свикват сесиите на каталонския парламент по различни поводи.

## Население
Населението през 2014 г. възлиза на 7359 жители.